# L'Scooby-Doo i la llegenda del vampir
L'Scooby-Doo i la llegenda del vampir (títol original en anglès, Scooby-Doo! and the Legend of the Vampire) és una pel·lícula animada d'aventures estatunidenca de 2003. Representa la cinquena d'una sèrie de pel·lícules distribuïdes directament a vídeo basades en els dibuixos animats d'Scooby-Doo. Es va completar l'any 2002 i es va estrenar el 4 de març de 2003, produïda per Warner Bros. Animation, però incloïa els drets d'autor per a Hanna-Barbera Cartoons. S'ha doblat al català.
És la primera pel·lícula distribuïda directament a vídeo d'Scooby-Doo que té l'estil artístic i visuals més planers i brillants de la sèrie Què hi ha, Scooby-Doo?, partint de l'ombreig i els efectes més foscos utilitzats a les quatre pel·lícules anteriors, la primera a tornar al format original on el monstre no és real i la primera a tornar a un to més clar que les pel·lícules per a vídeo d'Scooby anteriors, que eres més fosques.
Aquesta pel·lícula va ser el primer esforç de producció d'animació en solitari de Joseph Barbera sense el soci William Hanna, que va morir el 2001, i és una de les dues pel·lícules directes a vídeo que ha reunit el repartiment de veus original de 1969-1973 format per Frank Welker, Casey Kasem, Nicole Jaffe i Heather North. Des que Don Messick va morir el 1997, Welker fa la veu de l'Scooby (a més de posar la veu a en Fred Jones).